# Бузар, Дуня
Дуня Бузар (фр. Dounia Bouzar), она же Доминик Бузар (фр. Dominique Bouzar, род. 9 февраля 1964, Гренобль, Франция) — французский антрополог, писательница и педагог; Дуня стремится к лучшему восприятию мусульман, особенно женщин-мусульманок, во Франции. Она занимала высокие посты, где вносила свой вклад в понимание мусульман, но не всегда сходилась во взглядах с властями.

## Биография
Бузар родилась 9 февраля 1964 года в Гренобле и является дочерью отца-алжирца и матери-француженки. Дуня прервала получения среднего образования, прежде чем получить степень бакалавра. После рождения первой дочери она сдала экзамен, позволяющий ей поступить в университет. После двухгодичного курса Французского Красного Креста в Лионе в 1991 году она смогла присоединиться к курсу PJJ (судебная защита молодёжи) в Туркуэне в качестве преподавателя. В 1999 году она продолжила обучение в Университете Лилля III, получив степень магистра наук по педагогике.
Воспитанная в светской среде, она впервые приняла ислам в 27 лет, опубликовав свои первые работы на эту тему в 2001 году. Её L'une voilée, l'autre pas (Одна завуалированная, одна нет) побудила президента Саркози назначить её членом Французского совета мусульманской веры в 2003 году. Через два года она ушла, объяснив, что Совет недостаточно озабочен фундаментальными вопросами. Вместо этого она провела исследование и анализ места ислама во французском обществе, опубликовав Quelle éducation face au Radicalisme? (Какое образование перед лицом радикализма?) в 2006 году, за что получила награду Академии моральных и политических наук.
Выбрав Дуню Героем года в 2005 году, журнал Time процитировал её высказывание: «В течение многих лет политические лидеры и религиоведы определяли, кто и что мы, как французские мусульмане. Мы, граждане Франции и практикующие мусульмане, должны сказать им, кто мы и что нам нужно». В той же статье она также раскритиковала предложения правительства относительно хиджаба, объяснив, что мусульманские женщины будут лишены свободы выбора, если их запретят.
В сентябре 2013 года премьер-министр Жан-Марк Эро назначил Бузар членом Observatoire de la laïcité (Обсерватории секуляризма) за её работы по секуляризму, включая такие публикации, как «Аллах, мой босс и я» (2008) и «Есть ли у Аллаха место в компании»? (2009). Она немедленно предложила Франции заменить два христианских праздника на йом-кипур для евреев и ид-аль-Фитр для мусульман.
In September 2013, Prime Minister Jean-Marc Ayrault appointed Bouzar a member of the Observatoire de la laïcité (Secularism Observatory) as a result of her work on secularism in companies with publications such as Allah, mon boss et moi (Allah, My Boss and Me, 2008) and Allah a-t-il sa place dans l'entreprise? (Does Allah have a Place in the Company?, 2009). She immediately suggested France should replace two Christian holidays with Yom Kippur for the Jews and Eid for the Muslims.
Столкнувшись с проблемой привлечения молодых французов к присоединению к ИГИЛ в Сирии, Бузар в апреле 2014 года основала Центр по предотвращению сектантских эксцессов, связанных с исламом (Centre de prévention des dérives sectaires liées à l’Islam), который первоначально пользовался поддержкой Министерства внутренних дел. Однако, столкнувшись с намерением французского правительства отменить конституционные положения о французском гражданстве, Бузар разорвала связи организации с министерством в феврале 2016 года, сделав её полностью независимой.

## Награды
Бузар была удостоена звания кавалера Ордена академических пальм в 2009 году за её вклад во французское культурное наследие. В 2014 году французский политик Жан-Луи Бьянко пожаловал её кавалером ордена Почётного легиона.

## Труды
- 1994: Et ici et là-bas, préf. Maryse Vaillant (dir.), Centre national de formation et d'études de la protection judiciaire de la jeunesse, ISBN 2-1108-7250-0
- 2001: L'islam des banlieues : Les prédicateurs musulmans, nouveaux travailleurs sociaux ?, Syros[фр.],  Alternatives sociales, ISBN 2-84146-990-5
- 2002: À la fois française et musulmane, ill. Sylvia Bataille, La Martinière jeunesse, Oxygène, ISBN 2-7324-2830-2
- 2003: Être musulman aujourd'hui, ill. Frédéric Rébéna, La Martinière jeunesse, Hydrogène ISBN 2-7324-2957-0
- 2003: L'une voilée, l'autre pas, with Saïda Kada, Éditions Albin Michel, ISBN 2-226-13805-6
- 2004: Le voile, que cache-t-il ?, with Alain Houziaux (dir.), Jean Baubérot and Jacqueline Costa-Lascoux, Éditions de l'Atelier, Questions de vi, ISBN 2-7082-3771-3
- 2005: Ça suffit !, Éditions Denoël, Indigne, ISBN 2-207-25720-7
- 2006: Quelle éducation face au radicalisme religieux ?, préf. Michel Duvette, Éditions Dunod, Enfances / Protection de l'enfance,  ISBN 2-10-007285-4
- 2006: Doctorate thesis: L'importance de l'expérience citoyenne dans le parcours des musulmans nés en France sensibles au discours de l'islam politique, with Pierre Bonte and Olivier Roy, Université Paris-VIII
- 2007: Être musulman aujourd'hui, ill. Frédéric Rébéna and Judith Gueyfier, La Martinière jeunesse, Hydrogène, ISBN 978-2-7324-3646-3
- 2007: L'intégrisme, l'islam et nous, Clara Dupont-Monod, Plon,  ISBN 2-259-20696-4
- 2008: Allah, mon boss et moi, Dynamique diversité,  ISBN 978-2-9531429-0-7
- 2009: Allah a-t-il sa place dans l'entreprise ?, with Lylia Bouzar, Éditions Albin Miche, ISBN 978-2-226-19324-7
- 2009: La République ou la burqa : Les services publics face à l'islam manipulé, with Lylia Bouzar, Éditions Albin Michel,  ISBN 978-2-226-19599-9
- 2010: Laïcité, mode d'emploi : Cadre légal et solutions pratiques, 42 études de cas, Eyrolles, ISBN 978-2-212-54775-7
- 2013: Combattre le harcèlement au travail et décrypter les mécanismes de discrimination, à partir de l'expérience pionnière de Disneyland Paris, with Lylia Bouzar, Albin Michel.
- 2014: Désamorcer l'Islam radical. Ces dérives sectaires qui défigurent l’Islam, Les Éditions de l'Atelier, ISBN 9782708242647.
- 2014: Ils cherchent le paradis, ils ont trouvé l'enfer, Les éditions de l'atelier
- 2015: Comment sortir de l'emprise "djihadiste ?, Les éditions de l'atelier, Prix de l'essai L'Express 2015. ISBN 978-2-7082-4325-5.
- 2015: La vie après Daesh, Les éditions de l'Atelier,  ISBN 978-2-7082-4324-8.
- 2016: Ma meilleure amie s'est fait embrigader, De la Martinière
- 2017: Mon Djihad, itinéraire d'un repenti, Éditions Autrement
- 2018 : Français radicalisés Enquête, ce que révèle l'accompagnement de 1000 jeunes et de leurs familles, Les éditions de l'Atelier, ISBN 978-2-7082-4577-8.